# Río Balartias
Río Balartias är ett vattendrag i Spanien.   Det ligger i provinsen Província de Lleida och regionen Katalonien, i den nordöstra delen av landet, 500 km nordost om huvudstaden Madrid.